# Selfie (pel·lícula)
Selfie és una pel·lícula espanyola del 2017 plantejada com un fals documental al servei de la comèdia i on la frontera entre ficció i realitat és difosa. Fou dirigida per Víctor García León qui pretén fer una fotografia del nostre temps.

## Sinopsi
Bosco és un "pijo" de família benestant que veu com de cop i volta el seu pare, ministre del govern espanyol, és empresonat acusat de corrupció, malversació de cabals públics, blanquejig de capital i alguns altres de delictes econòmics. Aleshores és obligat a abandonar el seu luxós xalet a La Moraleja i ha d'anar viure a Lavapiés. Aleshores va a demanar treball a la seu de Podem.

## Repartiment
- Santiago Alverú	...	Bosco
- Macarena Sanz	...	Macarena
- Javier Carramiñana ...	Ramón
- Clara Alvarado	...	Paula
- Pepe Ocio ...	José

## Producció
El fet que el director considerés que perquè el protagonista semblés un veritable "pijo" ho havia de ser de debò, i que no li afectés gaire el retrat que mostrés d'ell la pel·lícula el va empentar a buscar un actor no professional. Així van contactar amb Santiago Alverú, sense experiència prèvia en el món del cinema. García León resumeix el procés de selecció d'aquest actor: 
| « | Era "pijíssim", llestíssim, encantador… I ens vam prendre una canya amb ell i es va acabar el càsting. | » |

## Premis
Premis Turia
| Any  | Categoria              | Nominada        | Resultat   |
| ---- | ---------------------- | --------------- | ---------- |
| 2018 | Millor Actor Revelació | Santiago Alverú | Guanyador  |
| 2018 | Premi Especial Cinema  | -               | Guanyadora |

Premis Goya
| Any  | Categoria              | Nominades       | Resultat |
| ---- | ---------------------- | --------------- | -------- |
| 2018 | Millor Actor Revelació | Santiago Alverú | Nominat  |

Festival de Màlaga
| Any  | Categoria                              | Nominades | Resultat   |
| ---- | -------------------------------------- | --------- | ---------- |
| 2018 | Premi Especial del Jurat de la Crítica | -         | Guanyadora |
| 2018 | Bisnaga d'Or                           | -         | Nominada   |
| 2018 | Menció especial                        | -         | Guanyador  |

Festival Internacional de Cinema de Moscou
| Any  | Categoria       | Nominades | Resultat |
| ---- | --------------- | --------- | -------- |
| 2017 | Sant Jordi d'Or | -         | Nominat  |